# Leila Vaziri
Leila Vaziri (New York, 6 juni 1985) is een Amerikaanse zwemster.

## Carrière
Bij haar internationale debuut, op de Pan Pacific kampioenschappen zwemmen 2006 in Victoria, eindigde Vaziri als negende op de 100 meter rugslag. Op de 50 en de 100 meter vrije slag en de 200 meter rugslag strandde ze in de series. 
Op de wereldkampioenschappen zwemmen 2007 in Melbourne veroverde de Amerikaanse de wereldtitel op de 50 meter rugslag en werd ze uitgeschakeld in de halve finales van de 100 meter rugslag. Samen met Jessica Hardy, Dana Vollmer en Amanda Weir zwom ze in de series van de 4x100 meter wisselslag, in de finale werd het kwartet vervangen door Natalie Coughlin, Tara Kirk, Rachel Komisarz en Lacey Nymeyer. Deze vier legden beslag op het zilver, voor haar inspanningen in de series ontving de Amerikaanse de zilveren medaille. 
Tijdens de Amerikaanse Olympisch Trials 2008 in Omaha wist Vaziri zich niet te kwalificeren voor de Olympische Zomerspelen 2008 in Peking.

## Internationale toernooien
| Jaar | Olympische Spelen | WK langebaan                                                                     | WK kortebaan  | PanPacs                                                                 |
| ---- | ----------------- | -------------------------------------------------------------------------------- | ------------- | ----------------------------------------------------------------------- |
| 2006 |                   |                                                                                  | geen deelname | 9e 100m rugslag 19e 200m rugslag 21e 50m vrije slag 26e 100m vrije slag |
| 2007 |                   | 50m rugslag · 10e 100m rugslag · 4x100m wisselslag · Vaziri zwom enkel de series |               |                                                                         |

## Persoonlijke records

### Kortebaan
| Afstand      | Tijd  | Datum            | Plaats  |
| ------------ | ----- | ---------------- | ------- |
| 50m rugslag  | 27,49 | 17 november 2007 | Berlijn |
| 100m rugslag | 59,16 | 18 november 2007 | Berlijn |

### Langebaan
| Afstand      | Tijd    | Datum         | Plaats    |
| ------------ | ------- | ------------- | --------- |
| 50m rugslag  | 28,16   | 29 maart 2007 | Melbourne |
| 100m rugslag | 1.00,79 | 3 april 2007  | Sydney    |